# ボスニア・ヘルツェゴビナ国有鉄道IIIc5 750形蒸気機関車

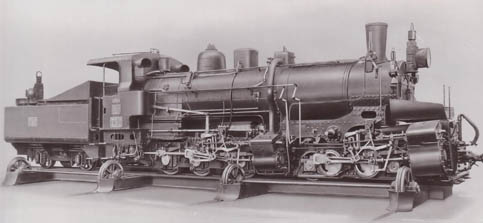
IIIc5形の工場完成写真、1906年

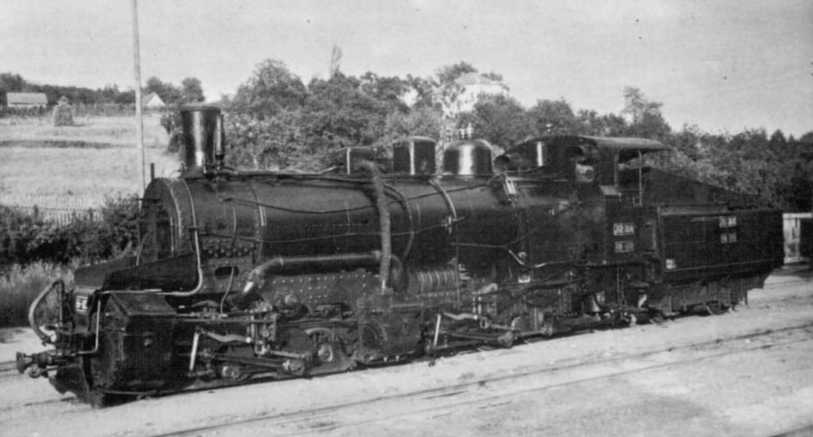
運用中のIIIc5形、前位の低圧シリンダ側がラック式駆動装置

ボスニア・ヘルツェゴビナ国有鉄道IIIc5 750形蒸気機関車（ボスニア・ヘルツェゴビナこくゆうてつどうIIIc5 750がたじょうききかんしゃ）は、現在ではボスニア・ヘルツェゴビナとなっている共同統治国ボスニア・ヘルツェゴヴィナのボスニア・ヘルツェゴビナ国有鉄道（Bosnisch-Herzegowinische Staatsbahnen（BHStB）、1908年以降Bosnisch-Herzegowinische Landesbahnen（BHLB））で使用された山岳鉄道用ラック式蒸気機関車である。なお、本形式はIIIc5形の751および752号機であるが、同じボスニア・ヘルツェゴビナ国有鉄道のIIIc5形の701-738号機と区別するため、本項では便宜的にIIIc5 750形と呼称するものである。

## 概要
現在のボスニア・ヘルツェゴビナでは、オーストリア＝ハンガリー二重帝国配下であった共同統治国ボスニア・ヘルツェゴヴィナ時代の1880年代以降、二重帝国ボスナ鉄道、ボスニア・ヘルツェゴビナ国有鉄道、二重帝国軍用鉄道などによって各地にボスニアゲージと呼ばれる760mm軌間の鉄道が建設されていた。これらの路線のうち2路線が急勾配に対応するためラック式鉄道となっており、そのうちの1路線がサラエヴォからアドリア海方面への路線として、コニツ、モスタルを経由してメトコヴィチへ至っていた全長178kmの幹線であるネレトヴァ線で1885-1891年に開業しており、もう1路線は1879-1882年に建設されたブロドからサラエヴォに至る全長355kmのボスナ線のラシュヴァから、トラヴニク、ドニ・ヴァクフを経由してブゴイノに至り、計画ではクロアチアのアドリア海沿海の都市であるスプリトまでの建設を予定していた全長70kmのスプリト線として1893-1894年に開業している。これらの路線のうち、ネレトヴァ線では途中ボスナ川流域からイヴァン峠を越えてネレトヴァ川流域に至る区間が最急勾配60パーミル、アプト式のラック式鉄道として、スプリト線では途中コマル峠を越える区間が最急勾配45パーミル、同じくアプト式のラック式鉄道として建設されていた。
両路線では、1891年製で60パーミルで60tの列車を牽引可能な性能を持つIIIb4形41-48号機が導入された後、1894年からはスプリト線の45パーミルで150tの列車を牽引するとともに、ネレトヴァ線の60パーミルで120tの列車を牽引することができる性能を持つIIIc5形の導入が進められ、1904年までの時点では701-715号機の15号機が運用されていた。本形式は輸送量の増大に伴い、これらの機体よりも牽引力を向上させることを目的に導入された機体であり、1906年に現在のオーストリアのフロリッツドルフに工場を持っていたフロリッツドルフ機関車工場で2機が製造されている。同社はオーストリア・ハンガリー帝国内で唯一アプト式蒸気機関車の製造権を有しており、前述のIIIb4形およびIIIc5形も同じ製造所で製造されている。また、本形式の形式称号の"III"は動軸3軸（ピニオン軸はカウントされない）、"c"は自重35t以上、"5"は機関車本体の全軸数を表すものとなっており、前形式のIIIc5形と同一形式で機番での区別となっていたが、その後のユーゴスラビア国鉄時代の1933年の称号改正により、196形となっている。この付番方法では蒸気機関車のうち、01-49形が標準軌のテンダ式、50-69形が標準軌のタンク式、70-94形が760mm軌間、95-98形が760mm軌間のラック式、99形が600mm軌間と分類され、経年の進んでいた機体にはこれらに100を加えた形式名とされていた。また、本形式のメーカーのフロリッツドルフ機関車工場での型式は513型であった。
本形式以前のIIIb4形およびIIIc5形は、3軸の動軸の間に2軸のラック区間用ピニオンを配して、それぞれを別個の駆動装置で駆動する4シリンダ（2気筒単式×2）のものとなっており、ラック区間用ピニオンの装荷および駆動方式はアプト式を採用していた。ラック式鉄道で使用される蒸気機関車のうち、粘着式とラック式双方の駆動装置を装備する機体は、粘着動輪とラックレール用ピニオンの負荷を適切に分担させる必要があることと、一般的には粘着動輪とピニオンの径が異なるため、それぞれを別個に駆動して異なる回転数で動作させる必要がある。このため、初期に製造された機体を除き、4シリンダ式としてシリンダーおよび弁装置2式を装備し、台枠の外側に粘着動輪用の駆動装置を、内側（もしくは上部および内側）にピニオン用の駆動装置を配置するものがほとんどであり、主にラック区間用ピニオンの配置方法などの違いにより、ヴィンタートゥール式、アプト式、ベイヤー・ピーコック式ほか名称の無いものも含めいくつかの方式が存在していた。アプト式は、動輪の車軸間にピニオンを装備した中間台枠を渡し、これをラック式駆動装置用のシリンダで駆動する方式で、ラックレールとピニオンの嵌合が機関車本体の動揺の影響を受けないという特徴があった。
一方、欧州の狭軌鉄道では1900年代前後より旧曲線通過対策としてマレー式やメイヤー式の蒸気機関車を多く導入しており、バルカン半島のボスニアゲージの鉄道においても、ボスニア・ヘルツェゴビナ国鉄では本形式以外には事例はないものの、セルビア王国のセルビア国鉄では380形、390形、500形、550形などのマレー式蒸気機関車が導入されるなどの事例があった。
そういった状況の中、IIIc5形より高出力の機体として導入された本形式では牽引力の確保のため、1903年から製造されていた貨物列車・混合列車用のIVa5形とほぼ同容量のボイラーに、1組は粘着式専用、もう1組はラック式専用の2組の駆動装置のマレー式の走行装置の組合わせた新しい構造を採用することとなった。この方式は大型のボイラーを搭載したまま旧曲線に対応することができることと、ラック式と粘着式駆動装置が別々の台枠に分離されているため、走行装置の構造が比較的簡単になることが特徴となっている。この方式は本形式と同時代の南米向け欧州製ラック式蒸気機関車にも若干の採用事例があり、イギリスのキトソン・メイヤー では1907-11年にチリおよびアルゼンチンのアンデス横断鉄道向けにメイヤー式の機体を10機が、ドイツのエスリンゲンで1908-11年にチリのアンデス横断鉄道向けにマレー式を2機、イタリアのサロンノでは1913年にチリおよびボリビアのアリカ-ラパス鉄道向けにマレー式3機をそれぞれ製造している。
また、本形式までのボスニア・ヘルツェゴビナ国鉄の蒸気機関車の外観デザインはオーストリア＝ハンガリー帝国の狭軌鉄道における標準的な形態のものであったが、本形式は観音開きの煙室扉や、運転室の上半部を一段幅狭にした形態など、同時代のオーストリア＝ハンガリー帝国の大型機のデザインの流れを引いたものとなっていることが特徴となっている。
本形式はボスニア・ヘルツェゴビナ国有鉄道で運行されていたが、同国鉄は1908年のボスニア・ヘルツェゴビナ併合にともなってオーストリア＝ハンガリー帝国のボスニア・ヘルツェゴビナ地方鉄道に改称され、さらにその後ボスニア・ヘルツェゴビナ地域は1914-1918年の第一次世界大戦およびオーストリア＝ハンガリー帝国の解体を経て1918年に成立したセルビア人・クロアチア人・スロベニア人王国（1929年に国名をユーゴスラビア王国に変更）に属することとなったことに伴い、ボスニア・ヘルツェゴビナ地方鉄道の路線は同国国鉄であるセルビア人・クロアチア人・スロベニア人王国鉄道（1929年にユーゴスラビア国有鉄道に名称変更）の路線となった。この間、本形式もそれぞれの鉄道の所有となったが、1908年にはIIIc5形の増備が再開されて1919年までに23機が製造され、全38機の体制となっ他一方で本形式は1906年製の2機のみの製造に留まり、1933年には前述のとおり称号改正が実施されてIIIc5形から196形に形式変更となって1930年代後半まで運行されていた。
本形式の製造年ごとのフロリッツドルフ機関車工場の製番、ボスニア・ヘルツェゴビナ国有鉄道（BHStB/BHLB）/セルビア人・クロアチア人・スロベニア人王国鉄道（SHS）機番、ユーゴスラビア国鉄（JDŽ）形式機番は以下のとおりである。
| 製造年 | 製造所                     | 製番 | 機番（BHStB/BHLB/SHS） | 形式機番（JDŽ） |
| ------ | -------------------------- | ---- | ---------------------- | --------------- |
| 1906年 | フロリッツドルフ機関車工場 | 1654 | 751                    | 196-001         |
| 1906年 | フロリッツドルフ機関車工場 | 1655 | 752                    | 196-002         |

## 仕様

### 走行装置
- 本形式は前後2組の走行装置を装備したマレー式となっており、ボイラーや運転室および後半部の粘着式走行装置を装備した主台枠と、前半部のラック式走行装置を装備した前部台枠が左右に転向するピボットを介して連結されている。台枠はいずれも板台枠で前部台枠は内側台枠、後部台枠は外側台枠で、後部台枠は前部台枠の上部で前方に伸びてボイラー下部を煙室下部まで至るものとなっている。前部台枠のラック式駆動装置のピニオンと支持輪、後部台枠の動輪、テンダー従輪は車軸配置(2zz)B2tに配置されており、動輪は800mm径、テンダーの従輪は700mm径のいずれもスポーク車輪、ラック方式はラックレール2条のアプト式で、ピッチ120mm、歯末たけ15mm、歯先レール面上高50mm、歯厚20mmとなっている。ラック式の駆動装置のピニオンは有効径688mmで、これを装備した中間台枠を前部台枠の支持輪の車軸に乗掛ける形で装荷する方式となっている。前部台枠の前後の支持輪間の下半部を大きく切欠いた形状としてこの部分に中間台枠がはまる形となっており、また、中間台枠は支持輪の外側に側枠を有しており、これが支持輪の車軸に装荷されている。中間台枠には2軸のピニオンが装荷されているが、ピニオン軸両端の側枠外側にはピニオン軸を駆動するための駆動輪や駆動輪に併設されたブレーキドラムに作用するバンドブレーキ装置が装備されている。
- シリンダは粘着動輪用が高圧シリンダ、ピニオン用が低圧シリンダの4シリンダ複式で、後部台枠外側に粘着動輪駆動用のシリンダを、前部台枠外側前端部にピニオン駆動用のシリンダを配置している。また、弁装置はいずれもワルシャート式で、主動輪は粘着動輪は第2動輪となっている。ピニオンは第2ピニオン軸端に駆動輪に主連棒が連結され、これと第1ピニオン軸端の駆動輪とが連結棒で連結されている。
- ボイラーは全伝熱面積が115.82m2の飽和蒸気式であり、加減弁は粘着動輪用/ピニオン用共用で、ラック区間走行時には粘着動輪用シリンダの排気がピニオン用シリンダに供給される複式機関として動作し、粘着区間走行時にはピニオン用シリンダには蒸気は供給されず、粘着動輪用シリンダの排気がそのまま煙突へ排出されるようになっている。また、ボイラー上にはドーム形状の蒸気溜と砂箱のほか、ボイラー上部から粘着動輪用シリンダへの蒸気吸気用の配管が設置されている。なお、ボスニア・ヘルツェゴビナ国鉄の蒸気機関車のボイラーの火室は動輪群の後方に設置されて火室の幅と容積を確保する形態のものが多く採用されていたが、本形式では後部台枠の動輪上部に火室を設けている。
- 運転室は下半部と上半部の間で一段幅が狭くなり、側面の窓部の開口が大きいデザインのものとなっており、これは当時のオーストリア＝ハンガリー帝国の大型機関車にも見られるものとなっている。
- 連結器はピン・リンク式連結器で、ねじ式連結器としても使用できるよう、ピン・リンク式連結器の左右にフックとリングを装備している。また、併せて真空ブレーキ用の連結ホースを装備している。
- ブレーキ装置は反圧ブレーキ、手ブレーキ及び真空ブレーキで、基礎ブレーキ装置は動輪へは踏面ブレーキが、ラック式ピニオンの駆動輪に併設されたブレーキドラムにはバンドブレーキが装備されている。

### 主要諸元
- 軌間：760mm
- 方式：2シリンダ×2、飽和蒸気式テンダ機関車
- 軸配置：(2zz)B2t
- 最大寸法：全長14023mm
- 全軸距：10796mm
- 固定軸距：最大2300mm
- 動輪径：800mm
- 支持輪径：700mm
- ピニオン有効径：688mm
- 自重：自重/運転整備重量：41.65t/60.20t
- ボイラー
  - 火格子面積/全伝熱面積：2.00m2/115.82m2
- 粘着式駆動装置
  - シリンダ：360mm×400mm（径×ストローク）
  - 弁装置：ワルシャート式
- ラック式駆動装置
  - シリンダ：570mm×370mm（径×ストローク）
  - 弁装置：ワルシャート式
- 性能
  - 牽引力：約118kN
  - 牽引トン数：85t（列車トン数145t、60パーミル、於8km/h）、120t（列車トン数180t、15パーミル、於20km/h）、150t（列車トン数210t、最大）
  - 最高速度：粘着区間40km/h、ラック区間15km/h
- ブレーキ装置：手ブレーキ、真空ブレーキ、反圧ブレーキ

## 運行
- ネレトヴァ線はサヴァ川のボスニア・ヘルツェゴビナの首都でボスニアの中心都市でもあり、さまざまな歴史的出来事で知られるサラエヴォから、ネレトヴァ川沿いでヘルツェゴビナ北部の都市であるコニツ、同じくネレトヴァ川沿いのヘルツェゴビナの中心都市で、世界遺産のスタリ・モストで知られるモスタルを経由して、ボスニア・ヘルツェゴビナ-クロアチア国境を越えた国境の街であるメトコヴィチに至る全長178km、760mm軌間、最急勾配は粘着区間15パーミル、ラック区間60パーミルの路線である。途中最高地点876.2mのイヴァン峠を超えるPazarić - コニツ間にそれぞれ0.9km、10.8km、15.1kmラック区間があり、最急勾配はそれぞれ30パーミル、60パーミル、60パーミルとなっている。なお、イヴァン峠はボスナ川とネレトヴァ川の流域を分けるものであるが、前者ははサヴァ川に合流したのちベオグラードでドナウ川に合流して黒海に至るもの、イヴァン峠を越えたネレトヴァ川はアドリア海に至るものとなっている。
- スプリト線は、ボスナ線から分岐するラシュヴァから、かつてオスマン帝国ボスニア州の首府であったトラヴニク、ヴルバス川沿いの街であるドニ・ヴァクフを経由して同じくヴルバス川沿いの山林地帯の街であるブゴイノに至る全長70.8km、760mm軌間、最急勾配は粘着区間15パーミル、ラック区間45パーミルの路線で、途中最高地点779mのコマル峠を超える路線である。なお、スプリト線のラック区間の最急勾配の45パーミルはラック式鉄道では最も緩い勾配に類するものとなっており、1893年にはこの区間を粘着式蒸気機関車で走行するためにVc6形（後の191形）が試作されている。この機関車は車軸配置E1’tで第1動輪と第5動輪にクローゼ式輪軸操舵機構を装備してテンダーの変位に応じて動輪が曲線に合わせて転向するものであったが、軌道への影響が大きく量産には至っていない。
- ボスニアゲージはオーストリア＝ハンガリー帝国内、特にバルカン半島の狭軌鉄道に1870年代以降広く採用されていた狭軌鉄道向けの軌間であり、二重帝国軍用鉄道と同じ760mm軌間として、有事の際には軍用鉄道として運行もしくは直通運行をしたり、本国から軍用鉄道の機材を持込んで運行したりできるよう考慮されたもので、ボスニア・ヘルツェゴビナだけでも約1500kmの路線網となっており、使用される蒸気機関車も本国のものと共通のものが導入される事例があった。
- その後ネレトヴァ線のラック区間は、1931年に開業した全長3221mのイヴァントンネルを含む新線、1935年に開業した勾配区間を迂回する新線により一部が粘着式に転換されている。なお、これらの新線は将来の標準軌への改軌を見越して、1435mm軌間に対応する建築限界で建設されているが、その後1963年より新たに並行する標準軌の新線の建設が開始され、1966年にサラエヴォ-プロチェ線として開業し、ネレトヴァ線は廃止となっている。
- 本形式は導入後両線の主にラック区間を通過する列車の牽引に使用されており、IIIb4形（ユーゴスラビア国有鉄道195形）601-608号機および、IIIc5形（ユーゴスラビア国有鉄道97形）701-738号機ととも運用されていたが、IIIb4形と本形式は1930年代に廃車となってその後ラック区間は97形のみによる運行となり、ネレトヴァ線では同線が廃止となった1966年まで、スプリト線では同線が廃止となった1975年まで運行されていた。

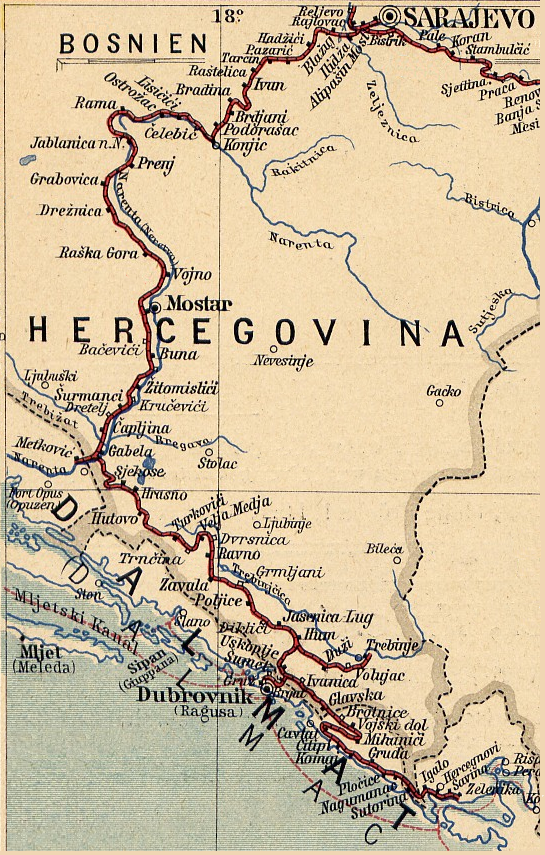
ネレトヴァ線の路線図
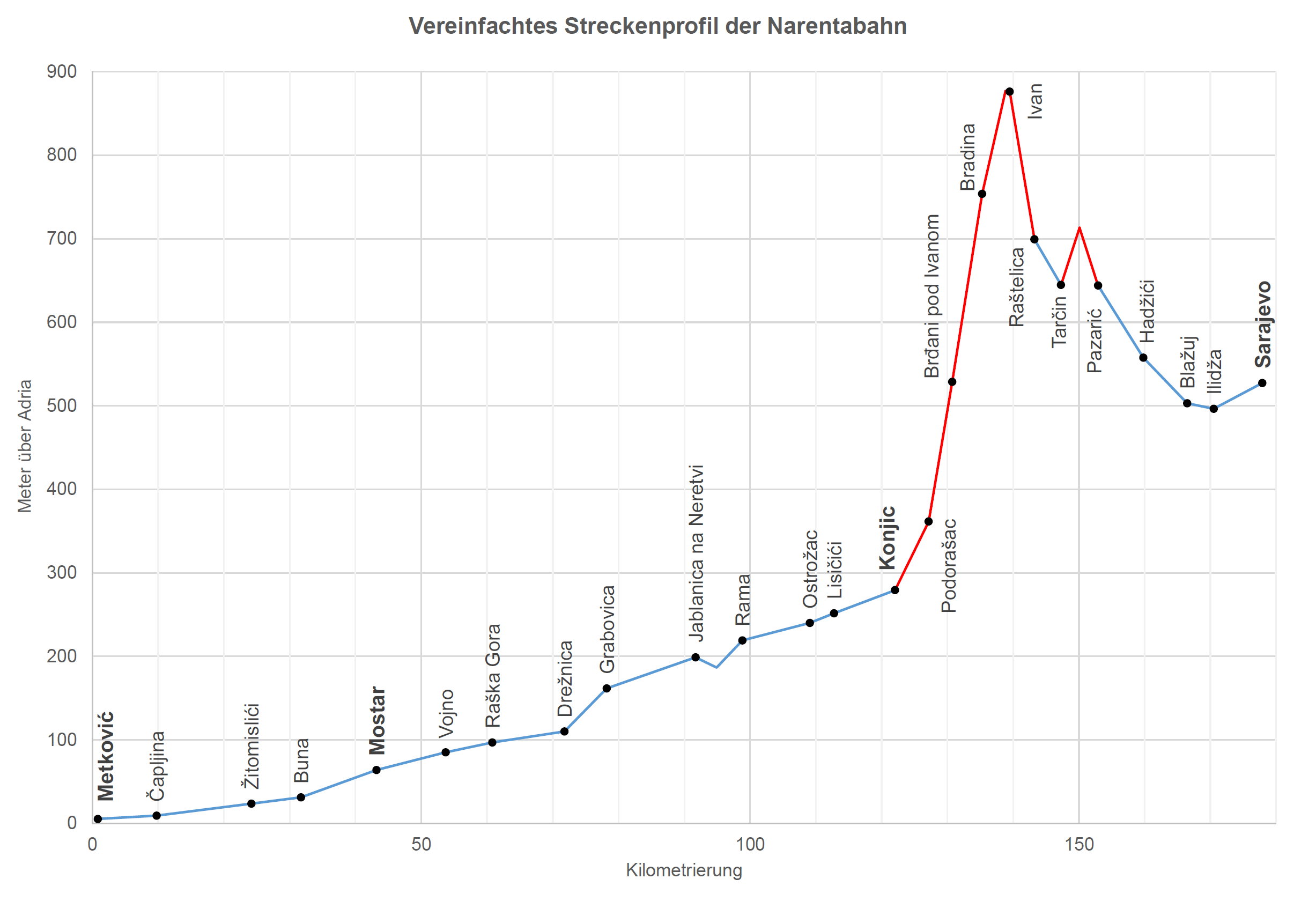
ネレトヴァ線の線路高低図、赤色の区間のうち26kmがラック式区間
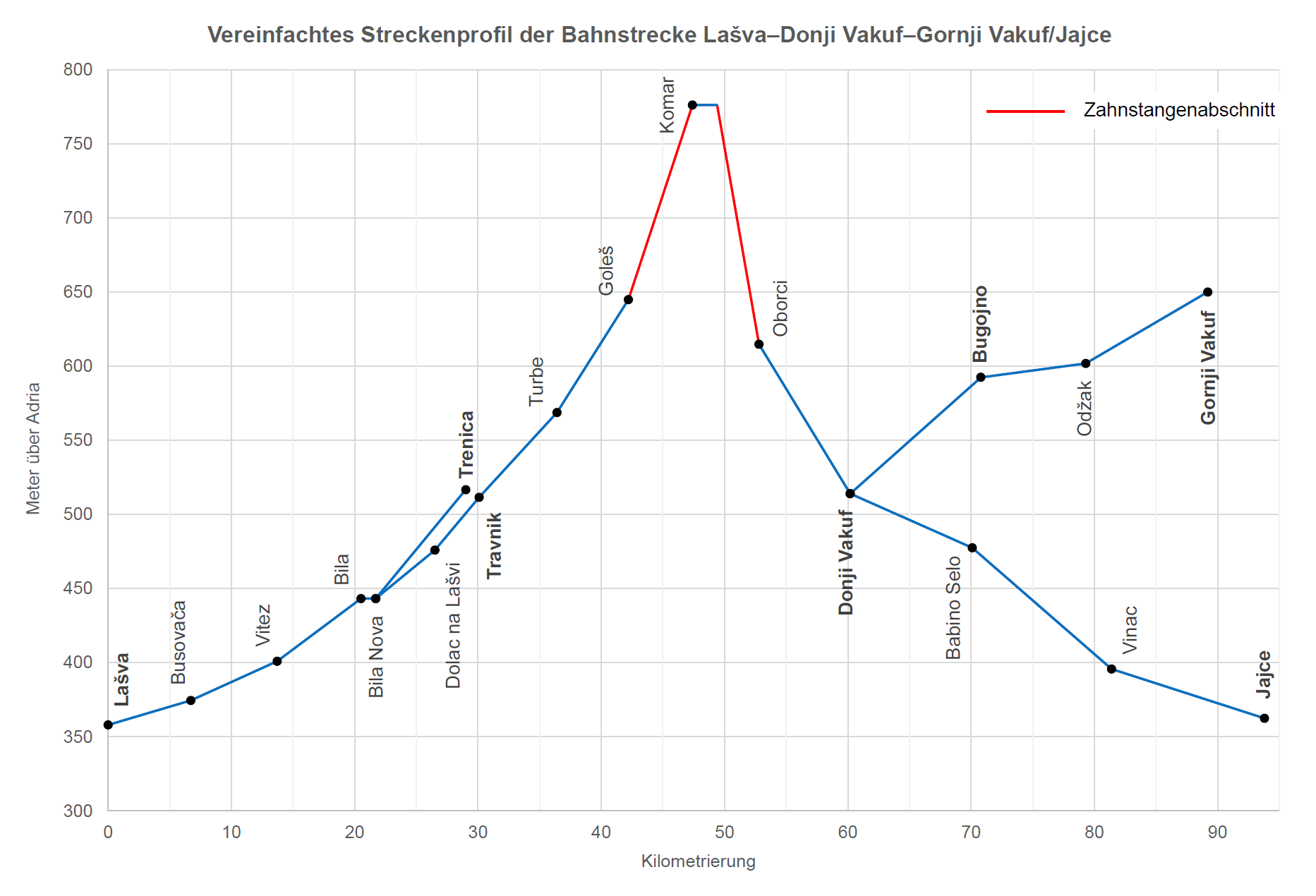
スプリト線の線路高低図、同じく赤色の区間のうち一部がラック式区間
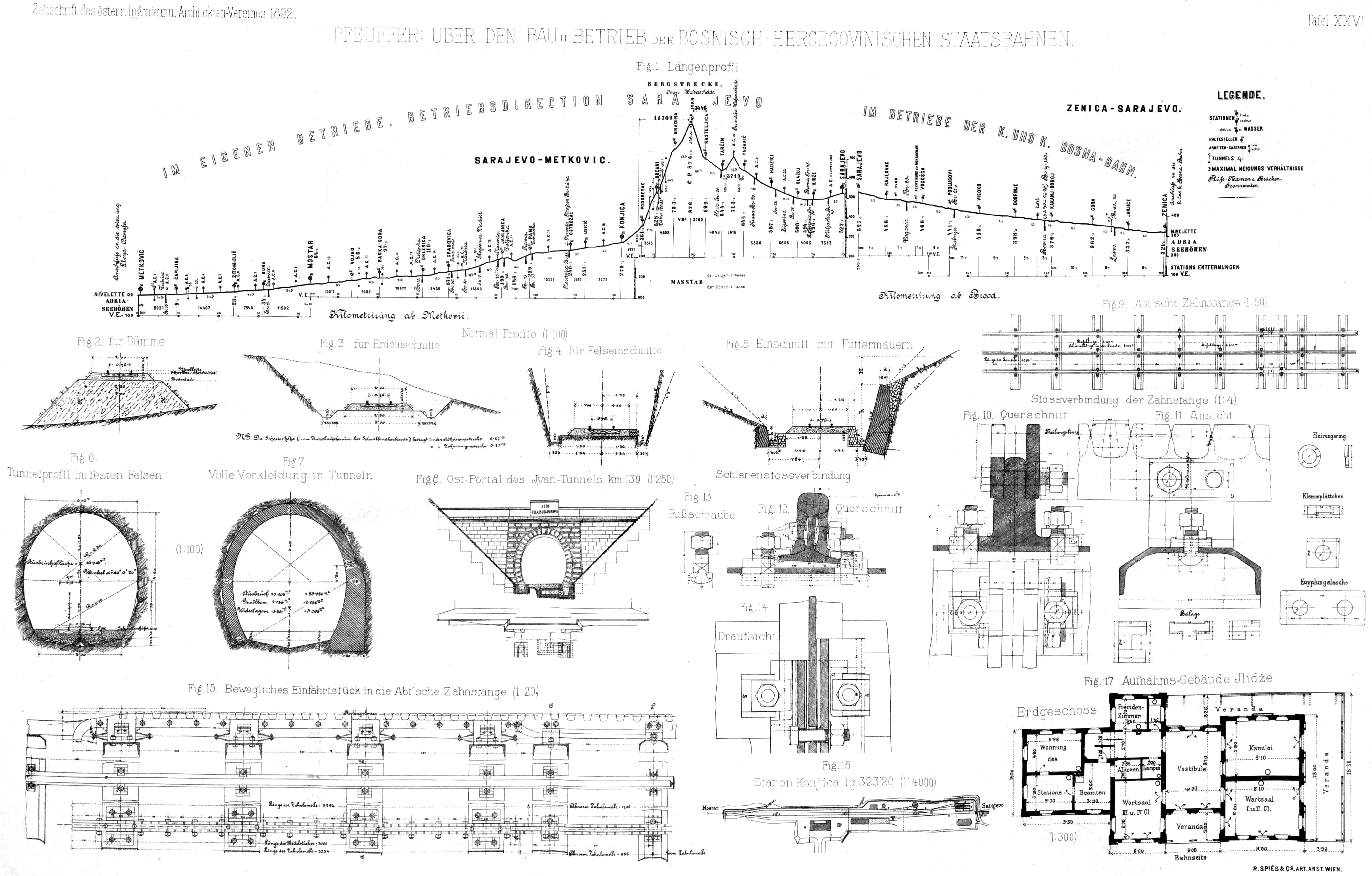
ネレトヴァ線の線路高低図および軌道敷き、ラックレール、トンネルなどの図面
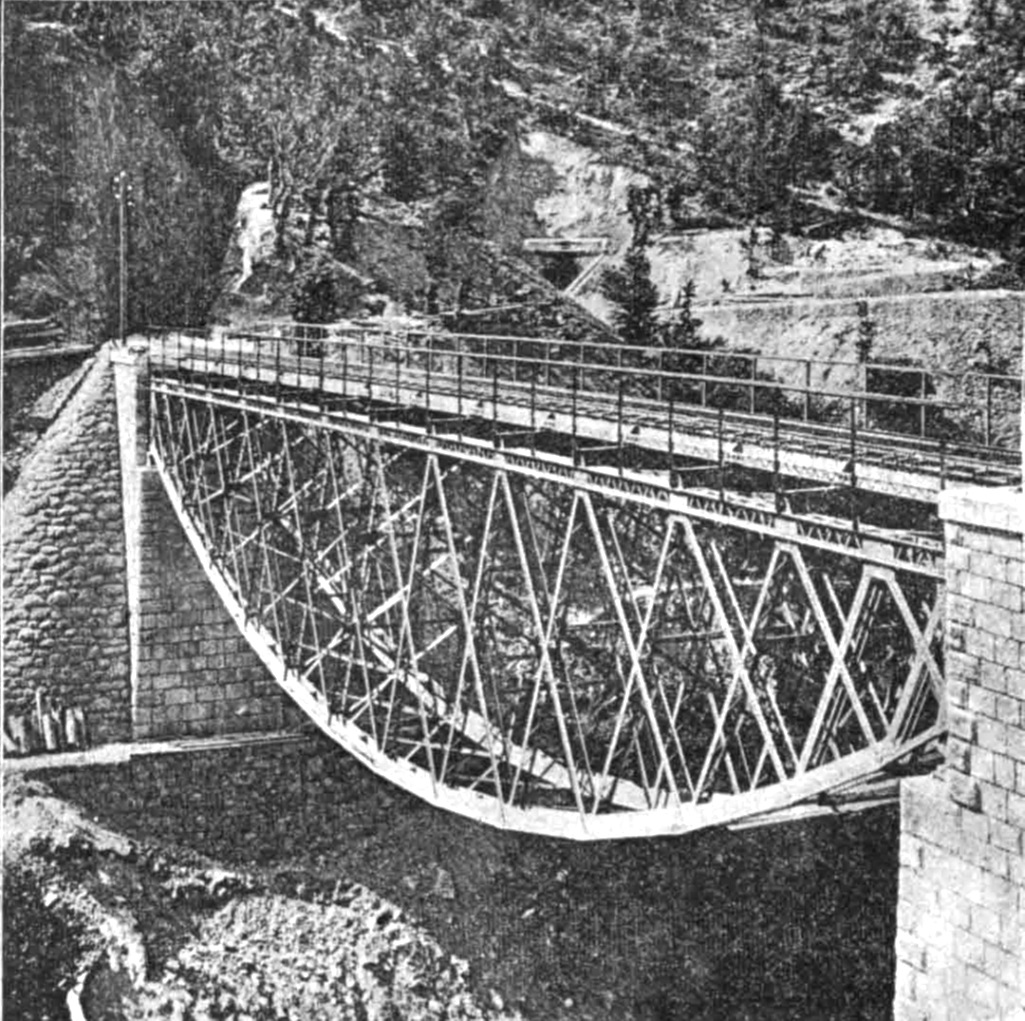
ネレトヴァ線のラック式区間にかかるLuka橋